# Zachary Baharov
Zachary Baharov, in bulgaro Захари Бахаров? (Sofia, 12 agosto 1980), è un attore bulgaro.

## Biografia
Baharov ha studiato recitazione alla National Academy for Theatre and Film Arts. Dal 2003 è membro della compagnia teatrale "Ivan Vazov", con la quale ha recitato in vari spettacoli tra cui il Re Lear (2006), il Don Giovanni (2007) e Il giardino dei ciliegi (2009).
Tra i ruoli più significativi in produzioni cinematografiche si ricordano quelli interpretati in Zift, Command Performance e Universal Soldier: Regeneration. Nel 2010 ha recitato in un piccolo ruolo nel film The Way Back di Peter Weir, mentre l'anno successivo è protagonista del dramma sentimentale Love.net. Nel 2014 è tra gli interpreti di Monuments Men, diretto da George Clooney.
In televisione è noto per aver interpretato il personaggio di Ivo Andonov nel cast principale della serie bulgara Undercover (Pod prikritie). Nel 2015 è apparso in un episodio della quinta stagione della serie televisiva HBO Il Trono di Spade (Game of Thrones) nel ruolo del Thenn Loboda.

## Filmografia parziale

### Cinema
- Air Marshal, regia di Alain Jakubowicz (2003)
- Buntat na L., regia di Kiran Kolarov (2006)
- War, Inc., regia di Joshua Seftel (2008)
- Zift, regia di Javor Gardev (2008)
- Train, regia di Gideon Raff (2008)
- Command Performance, regia di Dolph Lundgren (2009)
- Universal Soldier: Regeneration, regia di John Hyams (2009)
- Double Identity, regia di Dennis Dimster (2009)
- Staklenata reka, regia di Stanimir Trifonov (2010)
- The Way Back, regia di Peter Weir (2010)
- Cold Fusion, regia di Ivan Mitov (2011)
- Love.net, regia di Ilian Djevelekov (2011)
- Operation Shmenti Capelli, regia di Ivan Mitov (2011)
- El gringo, regia di Eduardo Rodriguez (2012)
- Az Sam Ti, regia di Petar Popzlatev (2012)
- Enemies Closer, regia di Peter Hyams (2013)
- Monuments Men (The Monuments Men), regia di George Clooney (2014)
- Tornando a Est, regia di Antonio Pisu (2024)

### Televisione
- Locuste: L'ottava piaga (Locusts: The 8th Plague) – film TV (2005)
- Joe Petrosino – miniserie TV (2006)
- Undercover (Pod prikritie) – serie TV, 36 episodi (2011-2014)
- Il Trono di Spade (Game of Thrones) – serie TV, stagione 5, 1 episodio (2015)